# Markthalle (Beaumont-du-Gâtinais)

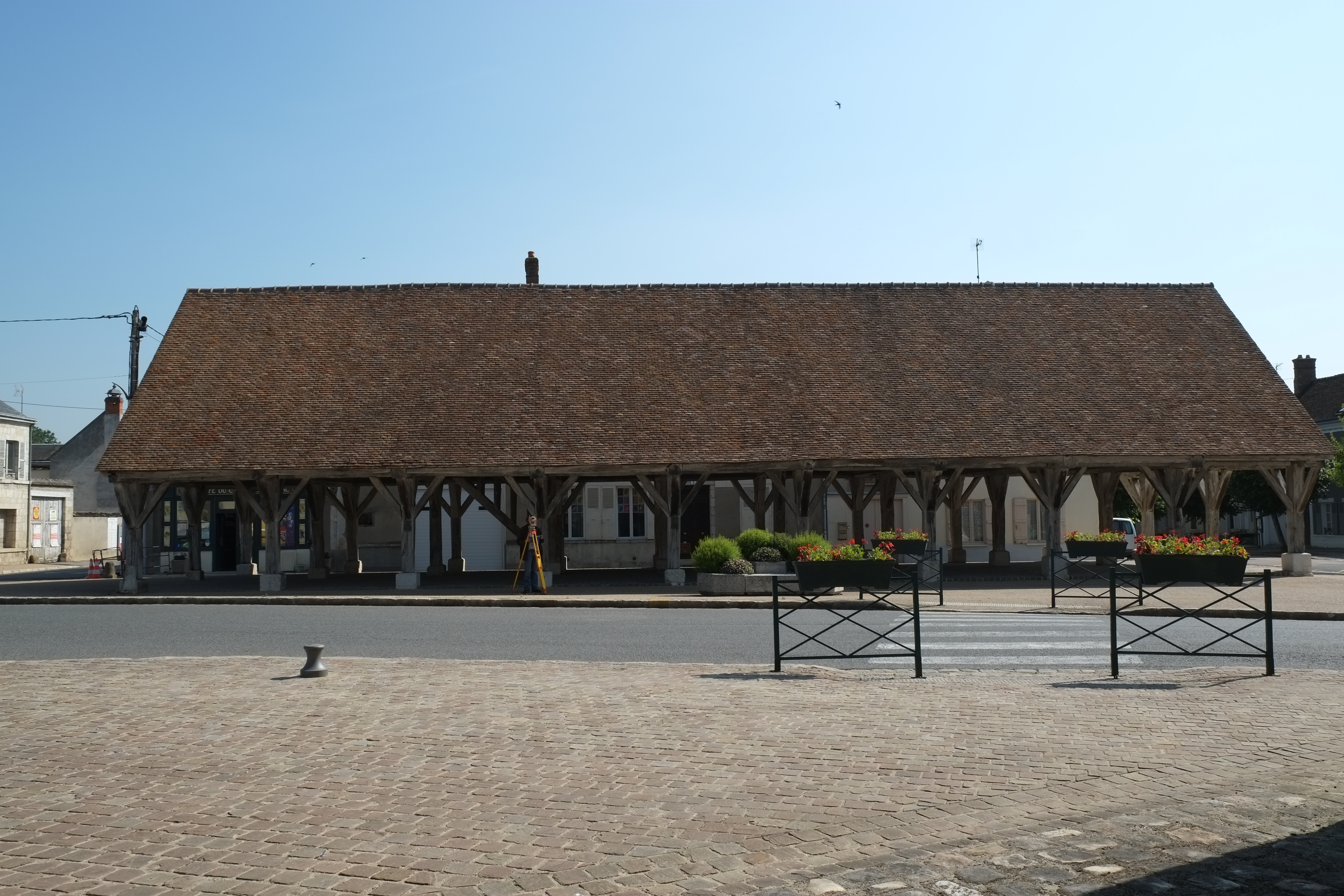
Markthalle in Beaumont-du-Gâtinais

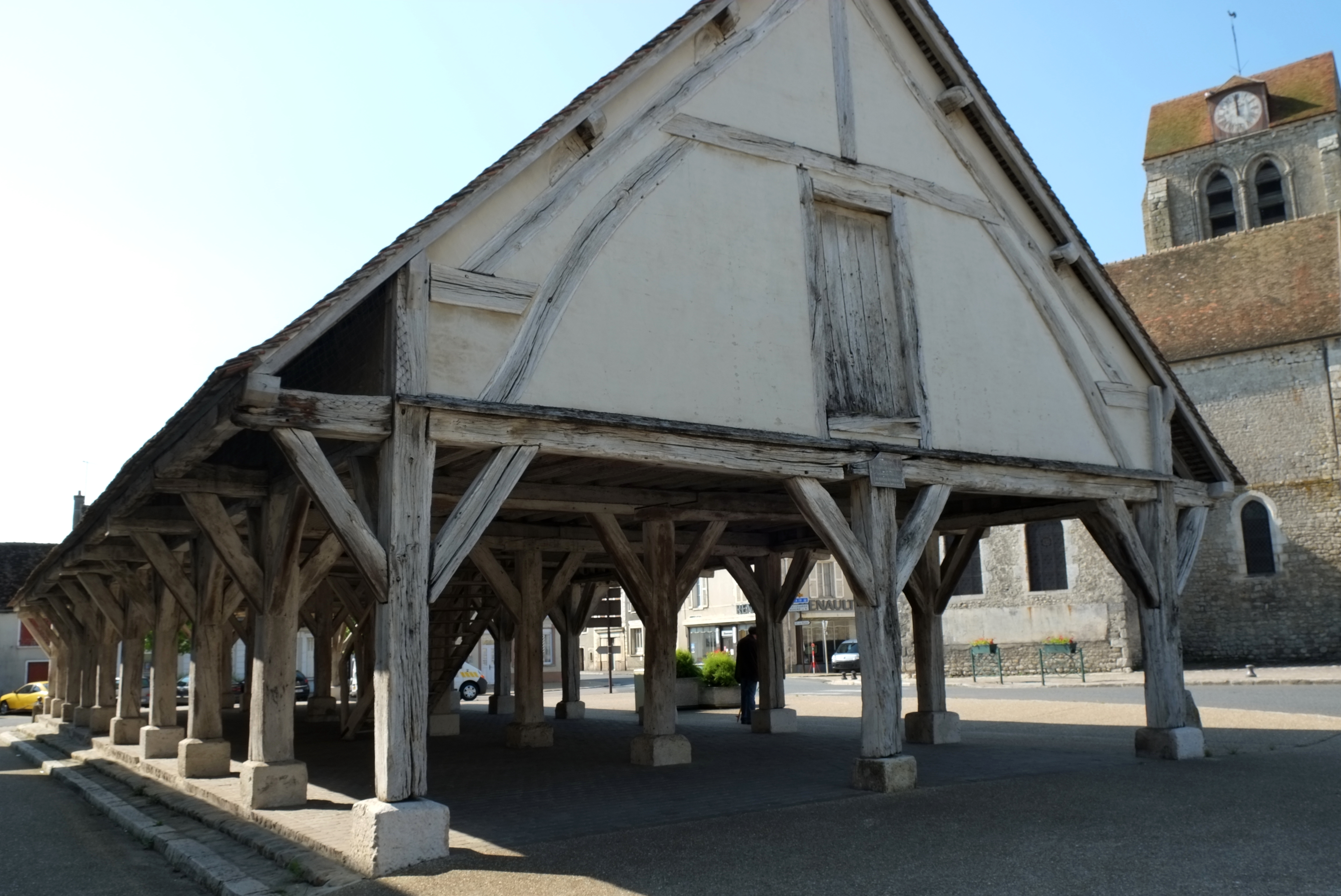
Ansicht von Westen

Die Markthalle in Beaumont-du-Gâtinais, einer Gemeinde im Département Seine-et-Marne in der französischen Region Île-de-France, wurde um 1775 errichtet. Sie steht gegenüber der Pfarrkirche Saint-Barthélemy an der Place de l’Église. 1922 wurde die Markthalle als Monument historique in die Liste der Baudenkmäler in Frankreich aufgenommen.

## Architektur

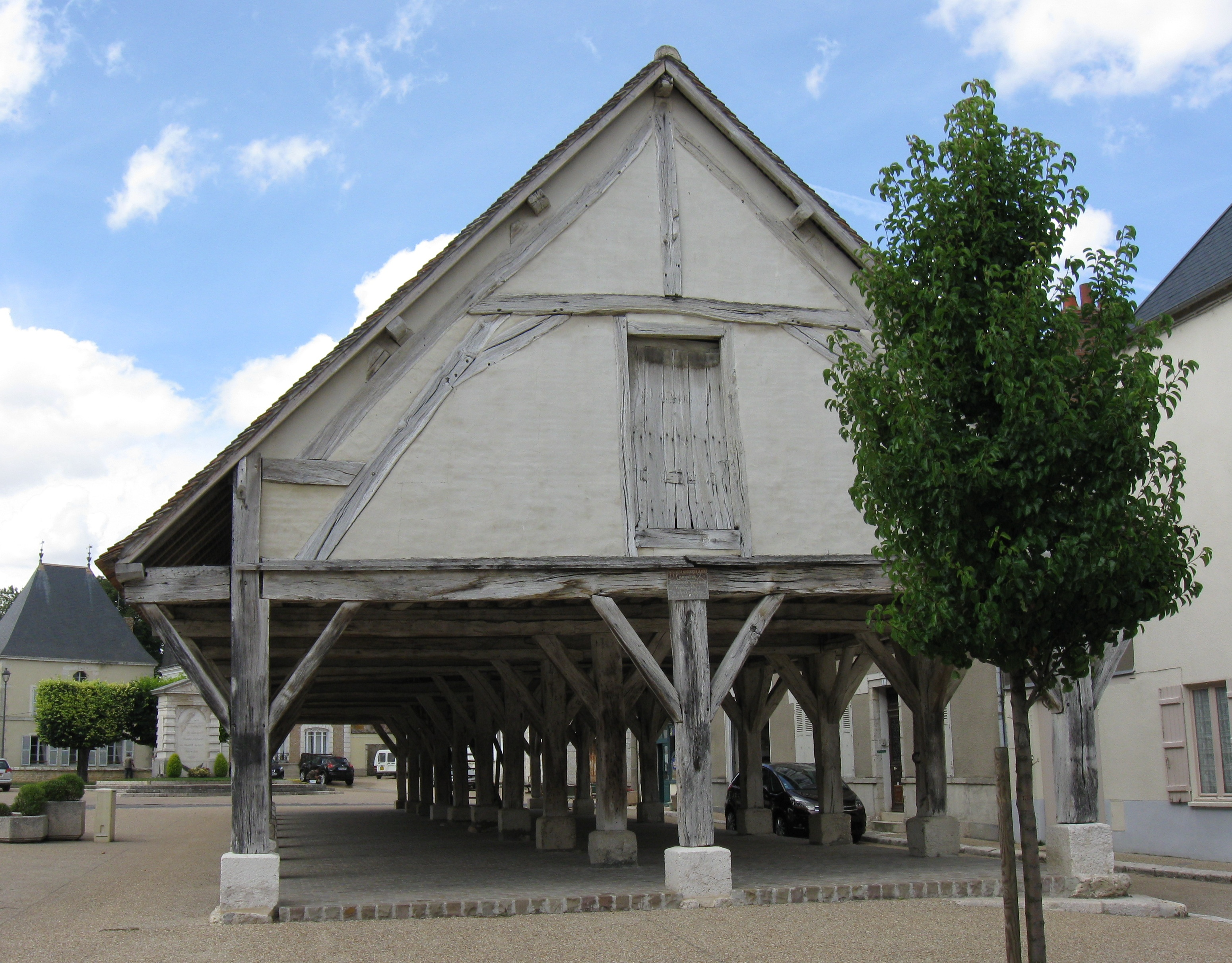
Ansicht von Osten

Drei Reihen von Eichenpfosten gliedern die Markthalle in zwei parallele Gänge, die sich über neun Joche erstrecken. Die insgesamt 30 Holzpfosten stehen auf quadratischen Steinsockeln und tragen kräftige Balken, auf denen das über eine Holztreppe zugängliche Obergeschoss aufliegt. Dieses ist mit einem Ziegeldach gedeckt und an der Ost- und Westseite als Speicher ausgebaut.

## Nutzung
Die Halle diente ursprünglich für den Handel mit Getreide wie auch mit Fleisch, Wolle und Tuch. Heute findet hier der Wochenmarkt statt. Außerdem wird sie für die vier Mal im Jahr abgehaltenen Jahrmärkte genutzt.